# Linia kolejowa Třebovice v Čechách – Skalice nad Svitavou
Linia kolejowa Třebovice v Čechách – Skalice nad Svitavou (Linia kolejowa nr 262 (Czechy)) – jednotorowa, niezelektryfikowana linia kolejowa o znaczeniu regionalnym w Czechach. Łączy Třebovice v Čechách ze stacją Skalice nad Svitavou. Przebiega przez terytorium Kraju południowomorawskiego i Kraju pardubickiego.